# Campionato mondiale per club FIVB 1992 (maschile)
Il Campionato del Mondo per club FIVB 1992 è stata la 4ª edizione del massimo torneo pallavolistico mondiale per club, organizzato come ogni edizione dalla FIVB.
Le qualificazioni hanno avuto luogo a Firenze e Ravenna mentre la fase finale del torneo è iniziata il 28 novembre 1992 e si è conclusa il giorno successivo, 29 novembre; tutti gli incontri della fase finale si sono disputati al PalaVerde di Treviso. Il titolo è stato vinto dal Volley Gonzaga Milano contro la Sisley Treviso. Per la Mediolanum è stata la seconda affermazione nel più importante campionato per clubs.

## Sistema di qualificazione
Alla competizione presero parte, con i sorteggi effettuati a Genova, i campioni continentali provenienti dalle federazioni affiliate alla FIVB. Le squadre partecipanti furono i Campioni d'Europa, i Campioni del Sudamerica, i Campioni del Nord e Centro America, i Campioni d'Asia e i Campioni d'Africa.
Le altre squadre partecipanti furono i campioni in carica del Porto Ravenna Volley, i padroni di casa della Sisley Treviso e la wild card Olympiakos Pireo.

## Classifica finale
| Pos | Squadra               | Nazione       | Confederazione |
| --- | --------------------- | ------------- | -------------- |
| 1   | Gonzaga Milano        | Italia        | CEV            |
| 2   | Treviso               | Italia        | CEV            |
| 3   | Olympiakos            | Grecia        | CEV            |
| 4   | Porto Ravenna         | Italia        | CEV            |
| 5   | Sang Mu               | Corea del Sud | AVC            |
| 5   | EC Banespa            | Brasile       | CSV            |
| 7   | Club Africane         | Tunisia       | CAVB           |
| 7   | Plataneros de Corozal | Porto Rico    | NORCECA        |